# Philip Kerr (11e marquis de Lothian)
Pour les articles homonymes, voir Kerr.
Ne doit pas être confondu avec Philip Kerr (1956-2018), auteur britannique.
Philip Henry Kerr, 11e marquis de Lothian, né le 18 avril 1882 à Londres et mort le 12 décembre 1940 à Washington, connu comme Lord Lothian, est un homme politique, écrivain et journaliste britannique.

## Un pur produit de l'Establishment
Il étudie l'histoire moderne au New College de l'université d'Oxford puis devient secrétaire privé du Premier ministre David Lloyd George de 1916 à 1921. Il est l'un des rédacteurs de l'article 231 du traité de Versailles, qui établit la responsabilité de la Première Guerre mondiale à l'Allemagne. Après avoir succédé à son cousin en 1930 comme marquis de Lothian, il occupe des fonctions mineures entre 1931 et 1932 dans le gouvernement de Ramsay MacDonald.

## Un homme politique controversé
Entre 1933 et 1939, membre de la Chambre des lords, il fait preuve d'un aveuglement total vis-à-vis d'Adolf Hitler, en prétendant que celui-ci ne demandait que l'égalité des droits vis-à-vis des autres puissances : ainsi, pour lui, le traité franco-soviétique de 1935 donnait au Reich un sentiment légitime d'encerclement et, en occupant la Rhénanie, en 1936, l'Allemagne ne faisait « que rentrer chez elle ». Il change brutalement d'opinion après l'occupation de Prague, le 15 mars 1939. Robert Vansittart, secrétaire permanent au Foreign Office et parfaitement lucide sur les intentions d'Hitler, écrivit des mots très durs contre ces lords qu’il qualifiait d’« amateurs ambulants ».

## Un diplomate tout aussi controversé
De 1939 à sa mort, il est ambassadeur aux États-Unis. À cette occasion, il commet deux impairs, écrivant à un représentant de l'Église Quaker que l'Allemagne est « une nation fière et non vaincue », sans en référer au secrétaire du Foreign Office, Lord Halifax, puis laissant deviner à des journalistes que la Grande-Bretagne est au bord de la banqueroute, ce qui était vrai.
Lord Lothian est notamment connu en dehors du Royaume-Uni pour avoir publié l'essai Le Pacifisme ne suffit pas, le patriotisme non plus, qui est l'une des sources d'inspiration d'Altiero Spinelli dans la rédaction du Manifeste de Ventotene.